# Laoguantai-Kultur
Die Laoguantai-Kultur (Lǎoguāntái wénhuà 老官台文化 Laoguantai Culture; auch als Dadiwan-I-Kultur bezeichnet) liefert die frühesten neolithischen Relikte in Shaanxi, sie wird auf eine Zeit um 6000 bis 5000 v. Chr. datiert.
Die Laoguantai-Stätte ist nach dem Fundort Laoguantai im Kreis Hua („Huaxian“) der chinesischen Provinz Shaanxi aus dem Jahr 1955 benannt. Es ist die früheste neolithische Kultur im Einzugsgebiet des Wei-Flusses (Wei He bzw. Wei Shui) in Shaanxi. Die drei wichtigsten Charakteristika, welche die neolithische Kultur von der paläolithischen Kultur unterscheiden, sind ihre polierten Steingeräte, die Erfindung der Töpferei und die Niederlassung in Siedlungen sowie primitive Landwirtschaft. Die polierten Steingeräte zeigen, dass das Überleben nicht nur auf dem Sammeln und der Jagd beruhte, sondern auch auf einfachen Formen der Landwirtschaft.

## Stätten
Hauptquelle: kaogu.cn
Frühe Stätten der Laoguantai-Kultur sind die folgenden Stätten (bzw. Schichten der Stätten): Dadiwan I (大地湾遗址一期), Beiliu (untere Schicht) (北刘遗址下层), Baijiacun (白家村遗址), Xishanping I (西山坪遗址一期); späte Stätten sind: Beishouling (untere Schicht) (北首岭遗址下层), Xishanping II (西山坪遗址二期), Shizhaocun I (师赵村遗址一期).
Die Entdeckungen der Lijiacun-Stätte der Jahre 1960–1961 im Kreis Xixiang 西乡县 werden von einigen der Laoguantai-Kultur zugerechnet, von anderen der Lijiacun-Kultur 李家村文化.

## Nachschlagewerke
- Zhongguo da baike quanshu: Kaoguxue (Archäologie). Beijing: Zhongguo da baike quanshu chubanshe, 1986